# Leucoraja melitensis
Leucoraja melitensis es una especie de pez de la familia de los Rajidae en el orden de los Rajiformes.

## Morfología
Los machos pueden llegar a alcanzar los 50 cm de longitud total

## Reproducción
Es ovíparo y las hembras ponen huevos envueltos en una cápsula córnea.

## Alimentación
Come crustáceos, principalmente anfípodos.

## Hábitat
Es un pez de mar y de aguas profundas que vive entre 60–600 m de profundidad.

## Distribución geográfica
Se encuentra en el Mediterráneo: es un endemismo de las costas de Túnez y Malta, y raro en las de Argelia. Hay un registro aislado también en Italia.

## Observaciones
Es inofensivo para los humanos.